# اینویپار
اینویپار (انگلیسی: Invepar) شرکت خوشه‌ای برزیلی است، که در سال ۲۰۰۰ تأسیس شد.